# Gene Dyker
Eugene Walter Dyker, detto Gene (Chicago, 17 febbraio 1930 – Chicago, gennaio 1966), è stato un cestista statunitense, professionista nella NBA.

## Carriera
Venne selezionato dai Milwaukee Hawks al quinto giro del Draft NBA 1953 (35ª scelta assoluta).